# 江藤恭二
江藤 恭二（えとう きょうじ、1928年10月10日 - 2013年12月25日）は、日本の教育学者。名古屋大学・愛知淑徳大学名誉教授。
静岡県生まれ。東京大学文学部哲学科卒。

## 生涯
野間教育研究所研究員、東京大学助手、九州大学教育学部助手、1960年名古屋大学教育学部助教授、1973年教授。1976-1979年名古屋大学教育学部附属中学校・高等学校校長、1983年教育学部長、1992年定年退官、名誉教授、愛知淑徳大学現代社会学部教授、学部長、2004年退職、名誉教授。

## 著書
- 『西洋教育史叙説 近代教育思想の形成』福村出版 1967
- 『ドイツのこころ ワイマール精神の探求』講談社現代新書 1980
- 『世界子どもの歴史 5 絶対主義・啓蒙主義時代』第一法規出版 1985

### 共編著
- 『子どもの生活と教育の歴史』宍戸健夫共編著 川島書店 1966
- 『道徳教育の探究』田浦武雄共編 川島書店 1967
- 『明日を築く教育』編 福村出版 教育選書 1968
- 『西洋教育史』渡部晶,木下法也共編著 学文社 1972
- 『道徳教育の理論と実践』鈴木正幸共編 福村出版 教育選書 1972
- 『現代教育の理論と課題』伊藤敏行,篠田弘共編著 福村出版 1974
- 『西洋近代教育史』木下法也、渡部晶共編著 学文社 教育演習 1979
- 『現代学制改革の展望』小川利夫共編 福村出版 1982
- 『道徳教育の研究』鈴木正幸共編著 福村出版 1982
- 『子どもの教育の歴史 その生活と社会背景をみつめて』監修　篠田弘,加藤詔士,吉川卓治,鈴木正幸共編 名古屋大学出版会 1992

### 翻訳
- ローベルト・アルト『コメニウスの教育学』明治図書出版 1959
- 東ドイツ教育史研究者集団『現代教育史 社会主義教育の成立と展開』平野一郎,吉本均共編訳 明治図書出版 1962

### 記念論文集
- 『教育近代化の諸相 江藤恭二教授退官記念論集』篠田弘, 鈴木正幸編 名古屋大学出版会 1992

## 論文
- Cinii